# Ferrari 296 GTB
Ferrari 296 GTB (Type F171) — гібридний спорткар з середнім розташуванням двигуна італійського виробника Ferrari, що представили 24 червня 2021 року як перший «справжній Ferrari з шістьма циліндрами». Раніше такі моделі пропонувалися як Dino до 1974 року.

## Опис

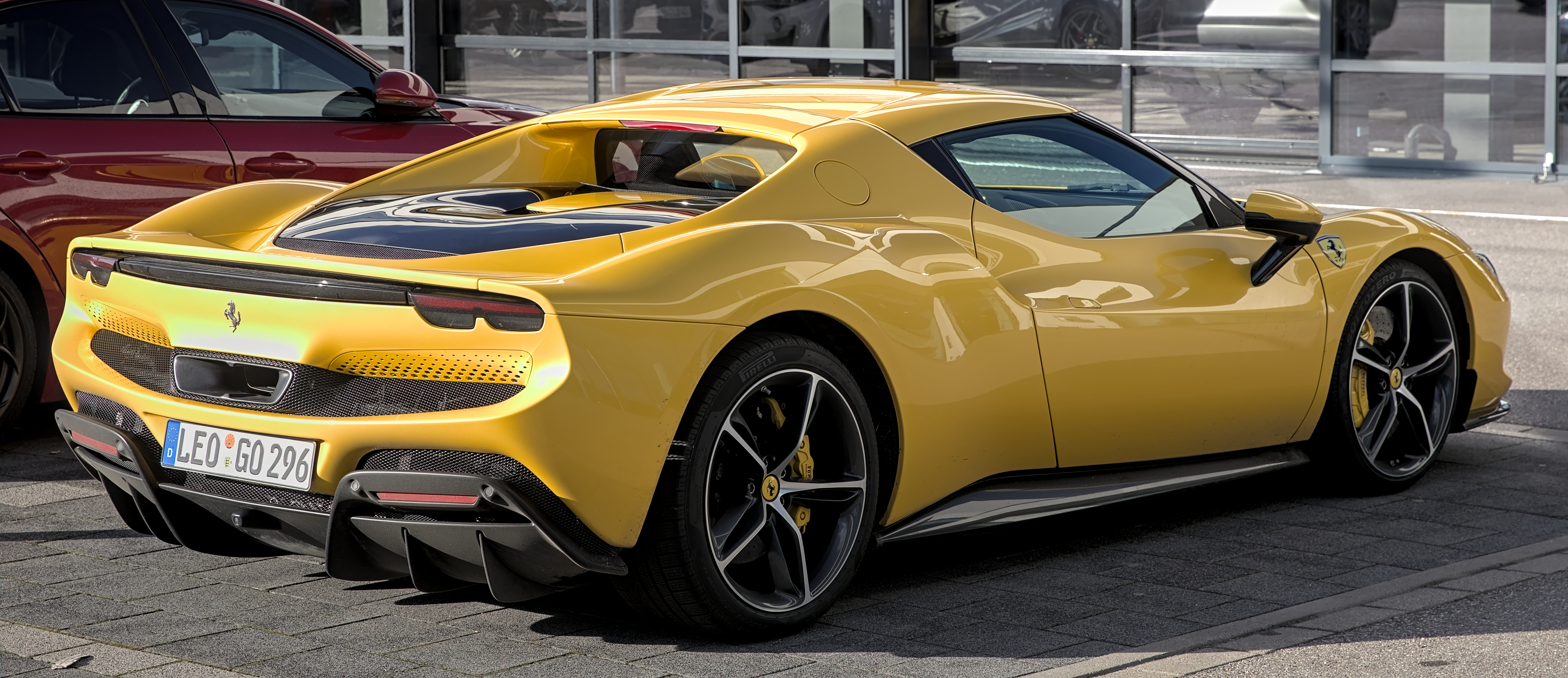

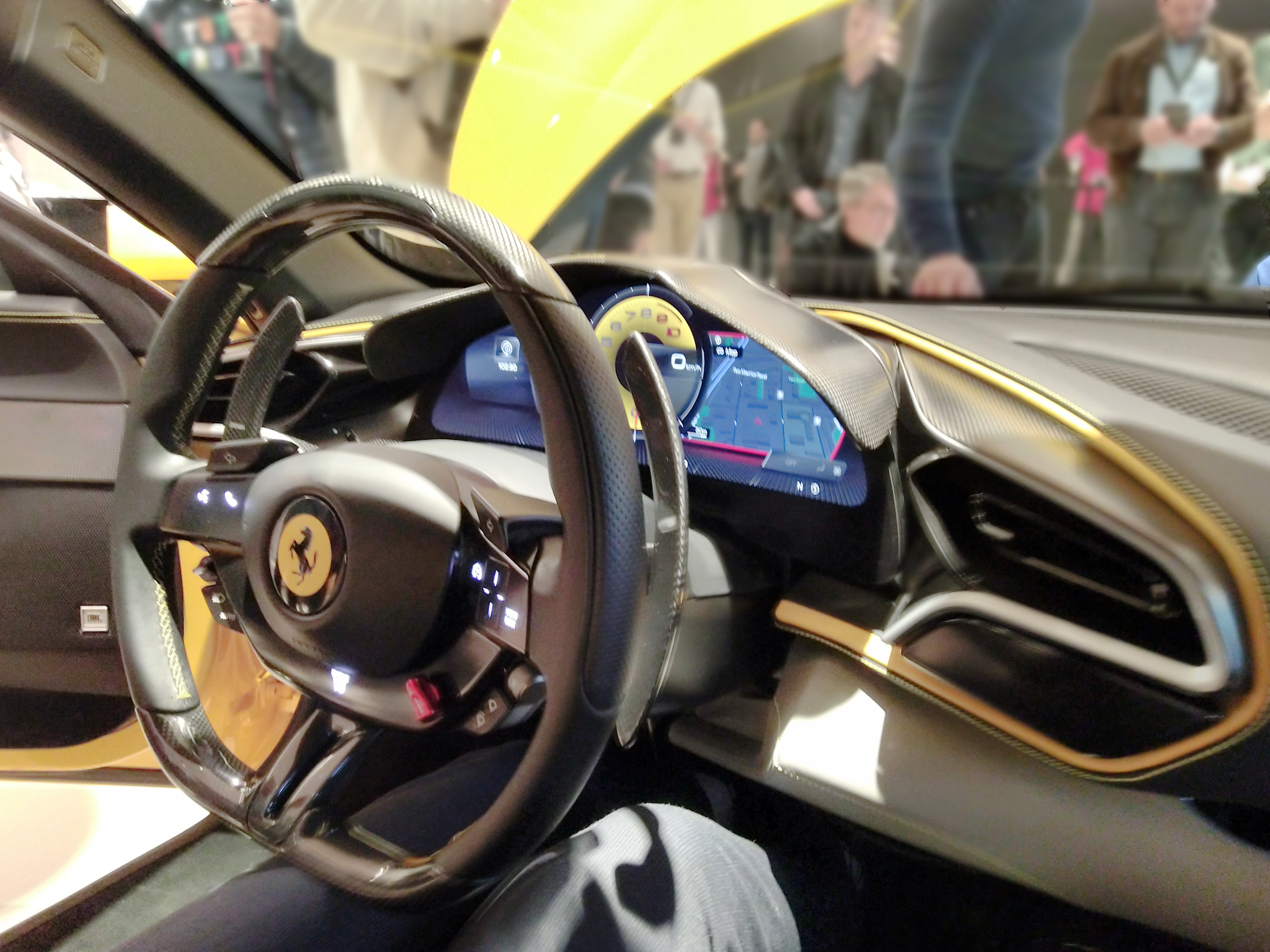

296 GTB була представила 24 червня 2021 року. Цифра 296 у назві моделі позначає об’єм і кількість циліндрів, тоді як трилітерний GTB означає Gran Turismo Berlinetta. На додаток до основного червоного кольору фарби, автомобіль також був представлений у виразному сірому кольорі з жовтим мотивом, що відсилає до історичної моделі Ferrari 250 Le Mans.
Ferrari 296 GTB — гібридний автомобіль, який дозволяє заряджати батарею від розетки та пересуватися на короткі відстані в повністю електричному режимі. Потужність передається на дорогу через восьмиступеневу автоматичну трансмісію з подвійним зчепленням, встановлену на SF90 Stradale/Spider, Roma та Portofino. Це також перший автомобіль Ferrari після припинення виробництва моделі Dino, яка оснащена двигуном V6.
Суха вага нової моделі з додаванням конфігурації PHEV становить 1470 кг за умови оснащення додатковим пакетом Assetto Fiorano. Він має більше вуглецевого волокна всередині та зовні, а також заднє скло Lexan (схоже на Ferrari F40), а також шини Michelin Sport Cup 2 R.
Ferrari запустила виробництво та продаж 296 GTB у першому кварталі 2022 року. З ціною 269 000 євро автомобіль займає місце між Ferrari F8 Tributo та топовою моделлю SF90 Stradale у лінійці Ferrari.
Ferrari оснастила 296 GTB акумулятором ємністю 7,45 кВт/год, встановленим під підлогою, що забезпечує достатньо енергії для обмеженої подорожі приблизно в 25 кілометрів. Потужність 165 к.с. (123 кВт), що забезпечується заднім електродвигуном разом із двигуном внутрішнього згоряння, забезпечує розгін від 0 до 100 км/год за 2,9 секунди. Автомобіль розвиває максимальну швидкість понад 330 км/год. Новий Ferrari 296 GTB встановив рекорд потужності на літр із 221 к.с./л для серійного автомобіля.

### 296 GTS

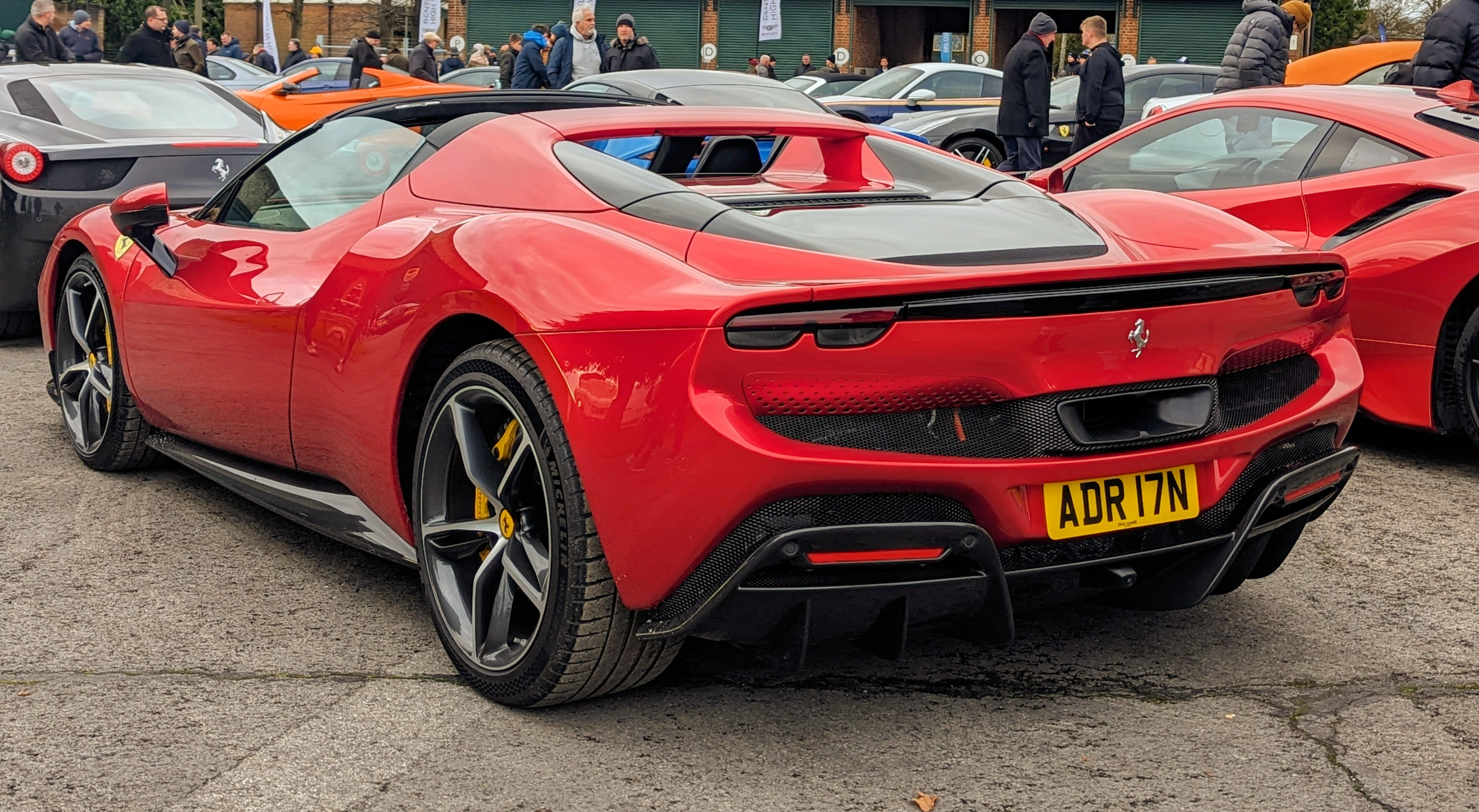
Ferrari 296 GTS

Ferrari 296 GTS є варіантом з відкритим верхом 296 GTB зі складним жорстким верхом. Верхня частина складається за 14 секунд і може працювати в відкритому режимі зі швидкістю до 45 км/год. GTS важить на 70 кг більше, ніж GTB, завдяки компонентам, що підсилюють шасі, але зберігає однакову продуктивність.

## Двигун
- 3.0 L (2,992 см3) twin-turbo Ferrari F163 120° V6 663 к.с. при 8000 об/хв (740 Нм при 6250 об/хв ) + електродвигун YASA MGU-K (встановлений на коробці передач) 167 к.с. 315 Нм, сумарна потужність 830 к.с. 900 Нм

## Автоспорт

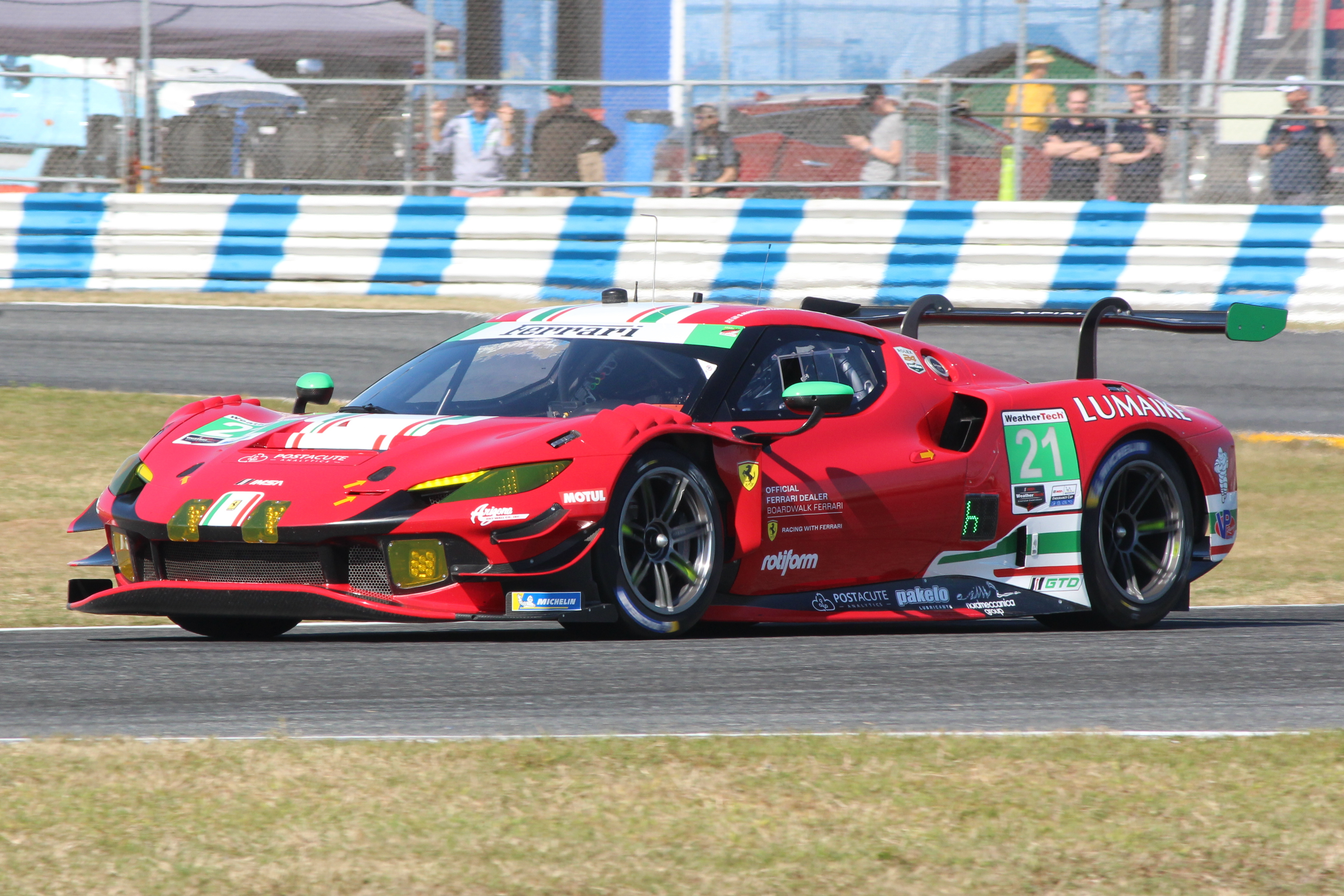
The 296 GT3 на міжнародному спідвеї Дейтона

### 296 GT3
У 2022 році Ferrari представила 296 GT3, який повинен був замінити Ferrari 488 GT3 з 2023 року. Автомобіль дебютував у перегонах у 2023 році на 24 годинах Дейтони. 21 травня 2023 року Ferrari 296 GT3 Frikadelli Racing виграв 24 години Нюрбургрингу 2023, проїхавши загалом 162 кола, що стало новим рекордом дистанції. 28 січня 2024 року Ferrari 296 GT3 Risi Competizione здобув перемогу в класі GTD PRO на 24 годинах Дейтони 2024. 15 вересня 2024 року номер 54 Vista AF Corse Ferrari 296 GT3 здобув перемогу в класі LMGT3 на 6-годинній гонці Fuji 2024.

### 296 Challenge
Ferrari 296 Challenge буде представлений у 2024 році на заміну Ferrari 488 Challenge Evo.